# First Division (1896/1897)
Tabela końcowa First Division w sezonie 1896/97
|    |                         | M  | Z  | R  | P  | B+ | B- | GA    | Pkt |
| -- | ----------------------- | -- | -- | -- | -- | -- | -- | ----- | --- |
| 1  | Aston Villa             | 30 | 21 | 5  | 4  | 73 | 38 | 1.921 | 47  |
| 2  | Sheffield United F.C.   | 30 | 13 | 10 | 7  | 42 | 29 | 1.448 | 36  |
| 3  | Derby County            | 30 | 16 | 4  | 10 | 70 | 50 | 1.400 | 36  |
| 4  | Preston North End       | 30 | 11 | 12 | 7  | 55 | 40 | 1.375 | 34  |
| 5  | Liverpool               | 30 | 12 | 9  | 9  | 46 | 38 | 1.211 | 33  |
| 6  | Sheffield Wednesday     | 30 | 10 | 11 | 9  | 42 | 37 | 1.135 | 31  |
| 7  | Everton                 | 30 | 14 | 3  | 13 | 62 | 57 | 1.088 | 31  |
| 8  | Bolton Wanderers        | 30 | 12 | 6  | 12 | 40 | 43 | 0.930 | 30  |
| 9  | Bury                    | 30 | 10 | 10 | 10 | 39 | 44 | 0.886 | 30  |
| 10 | Wolverhampton Wanderers | 30 | 11 | 6  | 13 | 45 | 41 | 1.098 | 28  |
| 11 | Nottingham Forest       | 30 | 9  | 8  | 13 | 44 | 49 | 0.898 | 26  |
| 12 | West Bromwich Albion    | 30 | 10 | 6  | 14 | 33 | 56 | 0.589 | 26  |
| 13 | Stoke City              | 30 | 11 | 3  | 16 | 48 | 59 | 0.814 | 25  |
| 14 | Blackburn Rovers        | 30 | 11 | 3  | 16 | 35 | 62 | 0.565 | 25  |
| 15 | Sunderland              | 30 | 7  | 9  | 14 | 34 | 47 | 0.723 | 23  |
| 16 | Burnley                 | 30 | 6  | 7  | 17 | 43 | 61 | 0.705 | 19  |